# Sekundærrute 157
Sekundærrute 157 er en rutenummereret landevej på Sjælland.
Ruten går fra Sorø til Skælskør.
Rute 157 har en længde på ca. 31 km.